# 早出川
早出川（はやでがわ、はいでがわ、はやいでがわ）は、新潟県の主に五泉市を流れる阿賀野川水系の一級河川で、阿賀野川の左支川である。

## 概要

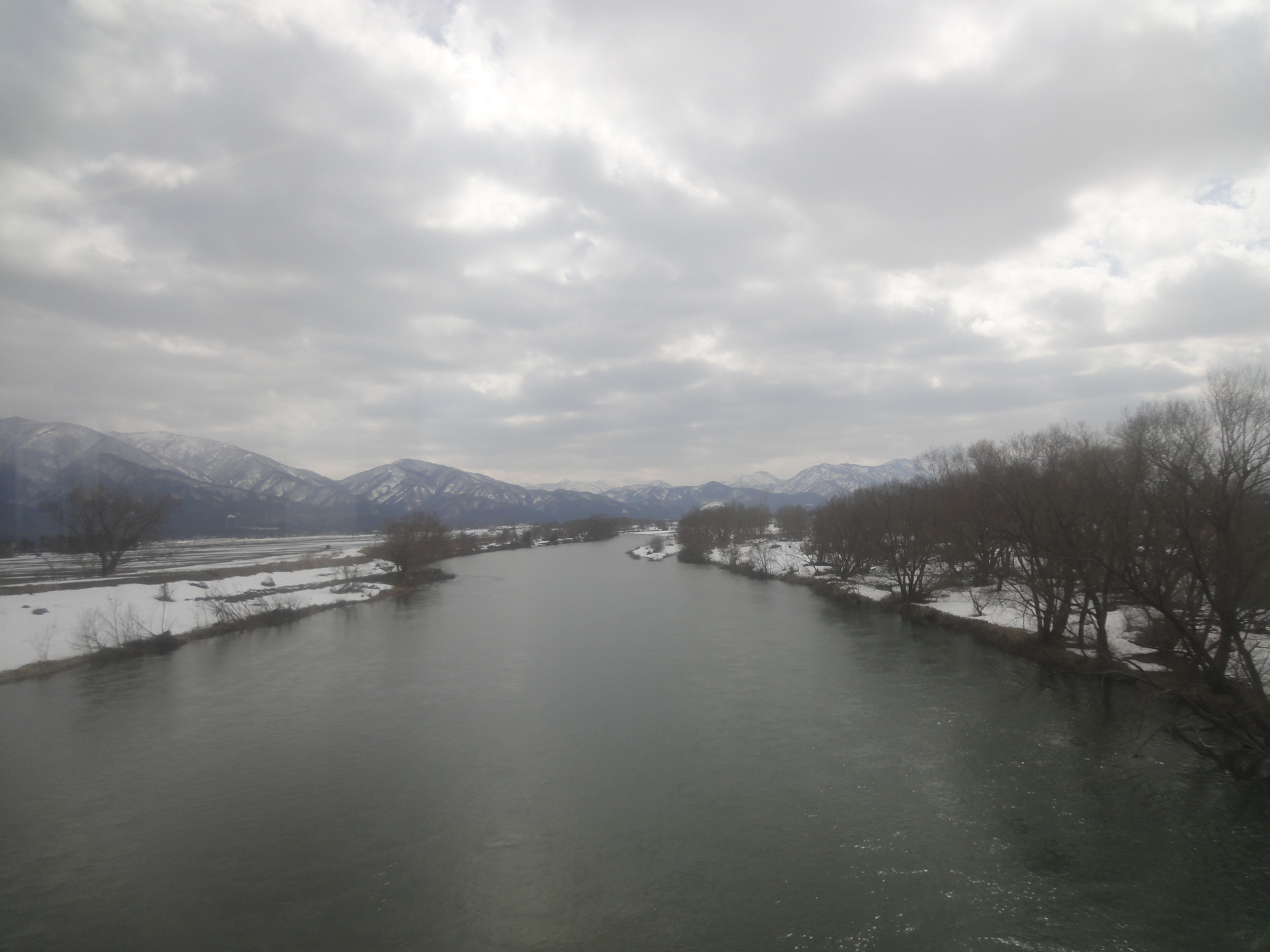
冬の早出川（磐越西線早出川橋梁から）

矢筈岳を源とし、杉川・仙見川を合わせて五泉市内を縦貫して五泉市街地の東側を流下したのち、阿賀野川と合流する。下流の4.6 kmは指定区間外となっており国土交通省北陸地方整備局阿賀野川河川事務所が管理している。指定区間では新潟県新潟地域振興局新津地域整備部に管理が委任されている。
早出川の名の通り、古くから水害を頻繁に起こしており、河川改修が行われてきた。五泉市内では早出川捷水路が開削され、2000年（平成12年）3月に完成した。上流には治水や灌漑、発電を目的にした多目的ダムの早出川ダムが新潟県により1980年（昭和55年）に完成した。
清流として知られ、魚つりや夏場の水遊びなど、レクリエーションの場として親しまれている。上流部は奥早出粟守門県立自然公園に指定されている。

### 主な支流
- 杉川
- 仙見川 - 仙見川渓谷で知られる。